# František Čupr (filozof)
František Čupr, křtěný František Antonín (11. dubna 1821, Chrast u Chrudimi – 29. června 1882, Libeň) byl český filozof, pedagog a politik, v 60. letech 19. století poslanec Českého zemského sněmu a Říšské rady.

## Biografie
V letech 1835–1839 studoval gymnázium v Litomyšli a pak v letech 1839–1846 v Praze na Novém Městě. V letech 1841–1843 navštěvoval přednášky z filozofie a v letech 1843–1846 z práva na Karlo-Ferdinandově univerzitě v Praze. Už tehdy patřil mezi české národovce. Marně se ucházel o post učitele na pěti gymnáziích a čtyřech vysokých školách. Nakonec nastoupil jako preceptor (domácí učitel) do šlechtické rodiny Nosticů. V roce 1848 se stal suplujícím profesorem na Malostranském gymnáziu a docentem na pražské univerzitě. Zde přednášel (poprvé v češtině) logiku, hodogetiku a vědeckou encyklopedii. V druhé polovině 40. let se zapojil do filozofických sporů. Prosazoval inspiraci myšlenkami Johanna Friedricha Herbarta a snažil se je zapojit do kontextu dějin českého myšlení. Později byl orientován i na filozofii Arthura Schopenhauera.Publikoval v češtině i němčině.
Ve 40. letech přispěl i do debat okolo definice češství. Prosazoval jazykové vymezení národnosti. Napsal: „V řeči národní vyobrazuje se národní cítění, myšlení i snažení, ona jest odleskem národnosti; a byť sama v toku časovém změnám podléhala, jsou to jen změny organické, změny, jenžto nesvědčí o životu, ba nesmrtelnosti národově. Vše ostatní na národu vyniká a zaniká téměř očihledně.“
Roku 1850 byl jmenován řádným profesorem na pražském Akademickém gymnáziu. Z funkce gymnaziálního učitele i přednášejícího na univerzitě byl roku 1853 propuštěn. Zřídil pak ve své usedlosti Kolčavka v Libni soukromý školský ústav, kde uváděl do praxe své reformní představy o pedagogice.
Po obnovení ústavního života se zapojil do politiky. V zemských volbách v Čechách v roce 1861 byl zvolen v kurii venkovských obcí do Českého zemského sněmu. Mandát získal dokonce ve dvou obvodech najednou a to Chrudim – Nasavrky a Vysoké Mýto – Skuteč – Hlinsko. V prvním jmenovaném byl navržen spontánně jako nezávislý kandidát, ale po zvolení se mandátu vzdal a ponechal si mandát za druhý z obou obvodu, kde ostatně byl oficiálním kandidátem českého volebního výboru (Národní strana). Byl orientován federalisticky, ve shodě s českou politickou reprezentací prosazoval koncepci Rakouska jako volného souboru historických zemských útvarů.
Zemský sněm ho v roce 1861 vyslal i do Říšské rady (celostátní zákonodárný sbor, tehdy ještě nevolen přímo, ale tvořen delegáty jednotlivých zemských sněmů), kde reprezentoval kurii venkovských obcí, obvod Vysoké Mýto, Skuteč, Hlinsko. Poslancem ve vídeňském parlamentu byl až do konce funkčního období tedy do roku 1865. V parlamentu se zasazoval o reformu školství a o zvýšení platů učitelů. Na rozdíl od většiny českých poslanců Říšské rady, kteří po krátké době na své mandáty ve Vídni rezignovali z důvodu nesouhlasu s ústavním směřováním Rakouska, Čupr poslancem zůstal, za což čelil kritice a byl označován za „zrádce národa“.
Po smrti své ženy se roku 1872 stáhl z veřejného života a věnoval se studiu východních filozofií. V náboženských otázkách byl stoupencem reformy stávajících věrouk a zanechal rozsáhlý soubor překladů základních textů indického a čínského náboženství.
Po Františku Čuprovi je v pražské Libni pojmenována od roku 1991 ulice vedoucí nedaleko místa, kde stávala usedlost Kolčavka (Čuprova, dříve Famírova).